# Tetracanthella perezi
Tetracanthella perezi är en urinsektsart som beskrevs av Delamare Deboutteville 1943. Tetracanthella perezi ingår i släktet Tetracanthella och familjen Isotomidae. Inga underarter finns listade i Catalogue of Life.